# 奧克斯 (北卡羅萊納州)
奧克斯（英語：Oaks）是位於美國北卡羅萊納州奧蘭治縣的非建制地區。

## 歷史
奧克斯的郵局於1853年設立，其後於1907年停運。

## 地理
奧克斯所處的海拔為高於海平面181米（即594英呎），而該地所採用的時區為UTC-5，即北美东部时区（EST）。同時該地設有夏令時間，為UTC-5調快一小時，即UTC-4（EDT）。